# 甘糟幸子
甘糟 幸子（あまかす さちこ、1934年6月18日 - ）は、静岡県生まれのエッセイスト、作家、野草料理研究家。

## 経歴
1934年（昭和9年）、静岡県沼津市に生まれる。早稲田大学第二文学部露文科中退。在学中に東京大学新聞の第1回五月祭賞を小説で受賞。在学中より雑誌のフリーライターとして活動する。1960年（昭和35年）5月には向田邦子らと女性3人のフリーライター事務所「ガリーナクラブ」を開く。結婚後、娘のりり子が3歳の頃の1968年（昭和43年）3月末に横浜から鎌倉に移住。1974年（昭和49年）、通信社の人にすすめられて書いた食べられる野草についての新聞連載エッセイが好評となり、のちに『野草の料理』として本にまとめられる。その後も『野生の食卓』『花と草木の歳時記』などの本を刊行した。2003年（平成15年）8月には小説『楽園後刻』を雑誌「すばる」に発表。その後、短編集『白骨花図鑑』も刊行された。

## 人物
夫は元マガジンハウス副社長の甘糟章で、娘の甘糟りり子は作家として活動している。夫の死後は娘と2人で鎌倉で暮らしている。
句文集『老眼鏡』を共著した俳人・加藤静子は姉である。親しい友人に作家の澤地久枝がいる。

## 著書
- 『野草の料理』 中央公論社、1977年2月、国立国会図書館書誌ID:000001339722
  - 『野草の料理』 中央公論社〈中公文庫〉、1981年2月、国立国会図書館書誌ID:000001492529
  - 『野草の料理』 中央公論新社〈Chuko on demand books〉、2001年12月、ISBN 4-12-550265-X
  - 『野草の料理』 神無書房、2004年6月、ISBN 4-87358-091-9
- 『野生の食卓』 文化出版局、1978年4月、国立国会図書館書誌ID:000001372432
  - 『野の食卓』 中央公論社〈中公文庫〉、1983年3月、国立国会図書館書誌ID:000001609812
  - 『野生の食卓』 山と溪谷社、2006年3月、ISBN 4-635-23005-8
- 『花と草木の歳時記』 TBSブリタニカ、1981年3月、国立国会図書館書誌ID:000001496171
  - 『花と草木の歳時記 新装版』 CCCメディアハウス、2017年3月、ISBN 978-4-484-17209-5
- 『山菜 見分け方と料理法』 牧野晩成との共著、小学館、1981年5月、国立国会図書館書誌ID:000001501207
- 『トマト・サラダをなじませて』 文藝春秋、1981年11月、国立国会図書館書誌ID:000001534684
- 『料理発見』 新潮社、1986年2月、ISBN 4-10-361901-5
  - 『料理発見』 KTC中央出版、2023年3月、ISBN 978-4-87758-846-5
- 『楽園後刻』 集英社、2004年5月、ISBN 4-08-774699-2
  - 『楽園後刻』 集英社文庫、2008年3月、ISBN 978-4-08-746280-7
  - 『楽園後刻』 神無書房、2013年12月、ISBN 978-4-87358-104-0
- 『白骨花図鑑』 集英社、2005年9月、ISBN 4-08-774777-8
- 『句文集 老眼鏡』 句・加藤静子、文・甘糟幸子、甘糟りり子、神無書房、2011年3月、ISBN 978-4-87358-102-6